# Dongfeng 1
Die Dongfeng 1 (chinesisch 東風一號 / 东风一号, Pinyin Dōngfēng Yīhào, „Ostwind 1“, Kurzform: DF-1) war eine am 5. November 1960 erstmals gestartete, flüssigkeitsbetriebene Kurzstreckenrakete der chinesischen Volksbefreiungsarmee mit einer maximalen Reichweite von 590 km.

## Geschichte
Der in Shanghai geborene und am California Institute of Technology als Professor tätige Raketenwissenschaftler Qian Xuesen war im Zuge der Kommunistenverfolgung unter Joseph McCarthy am 26. April 1951 unter Hausarrest gestellt worden. Am 15. Juni 1955 konnten er und seine Frau einen Brief mit einem Hilferuf an die chinesische Regierung absetzen, und nach Verhandlungen im Auftrag von Premierminister Zhou Enlai in Genf erhielt Qian am 5. August 1955 die Erlaubnis, aus den USA auszureisen. Am 17. September 1955 schiffte er sich mit seiner Frau und seinen beiden Kindern auf der SS President Cleveland, einem Passagierschiff der American President Lines, nach Hongkong ein und betrat am 8. Oktober 1955 den Boden der Volksrepublik China.
Ab November 1955 baute Qian Xuesen mit dem Physiker Qian Weichang, mit dem er schon am Jet Propulsion Laboratory zusammengearbeitet hatte, der aber bereits 1946 nach China zurückgekehrt war, das Institut für Mechanik der Chinesischen Akademie der Wissenschaften auf, das am 16. Januar 1956 offiziell seinen Betrieb aufnahm.
Als ihn bei einem Besuch in der Militärakademie der chinesischen Volksbefreiungsarmee für Ingenieurwissenschaften in Harbin am 25. November 1955 Großgeneral Chen Geng (陈赓, 1903–1961), der Rektor der Akademie, fragte, ob China wie die anderen beiden Großmächte ballistische Raketen bauen könnte, bejahte Qian das ausdrücklich. Bei einem Vortrag vor Offizieren der Volksbefreiungsarmee am Neujahrstag 1956 betonte er, dass Raketen die entscheidende Waffe in einem zukünftigen Krieg sein würden, und schlug vor, dass die Zentrale Militärkommission eine spezielle Raketentruppe aufstellen sollte.
Am 16. Februar 1956 hatte Qian Xuesen eine diesbezügliche Besprechung mit Zhou Enlai und Vizepremier Chen Yi. Zhou Enlai bat ihn, ein grobes Konzept für die Entwicklung und Herstellung von ballistischen Raketen aufzusetzen. Am folgenden Tag, dem 17. Februar 1956, überreichte Qian Xuesen dem Premierminister seine „Ansichten über den Aufbau einer chinesischen Verteidigungs- und Luftfahrtindustrie“ (建立我国国防航空工业意见书), wo er unter anderem die Gründung eines Forschungsinstituts für Raketenentwicklung vorschlug. Auf einer weiteren Besprechung am 14. März 1956 beschloss die Zentrale Militärkommission daraufhin, eine direkt dem Verteidigungsministerium der Volksrepublik China unterstehende „Kommission für Luftfahrtindustrie“ (国防部航空工业委员会) einzurichten. Die Leitung der Kommission wurde Feldmarschall Nie Rongzhen übertragen, der seit Juli 1955 bereits mit dem Aufbau einer chinesischen Atomindustrie befasst war, Qian Xuesen saß ebenfalls in der Kommission. Kurz nach seiner Ernennung, am 10. Mai 1956, reichte Nie Rongzhen beim Staatsrat der Volksrepublik China und der Zentralen Militärkommission ein Memorandum mit dem Titel „Erste Ansichten bezüglich des Aufbaus der Raketenforschung in unserem Land“ (关于建立我国导弹研究工作的初步意见) ein. Dies gilt heute als Beginn des chinesischen Raketenprogramms.

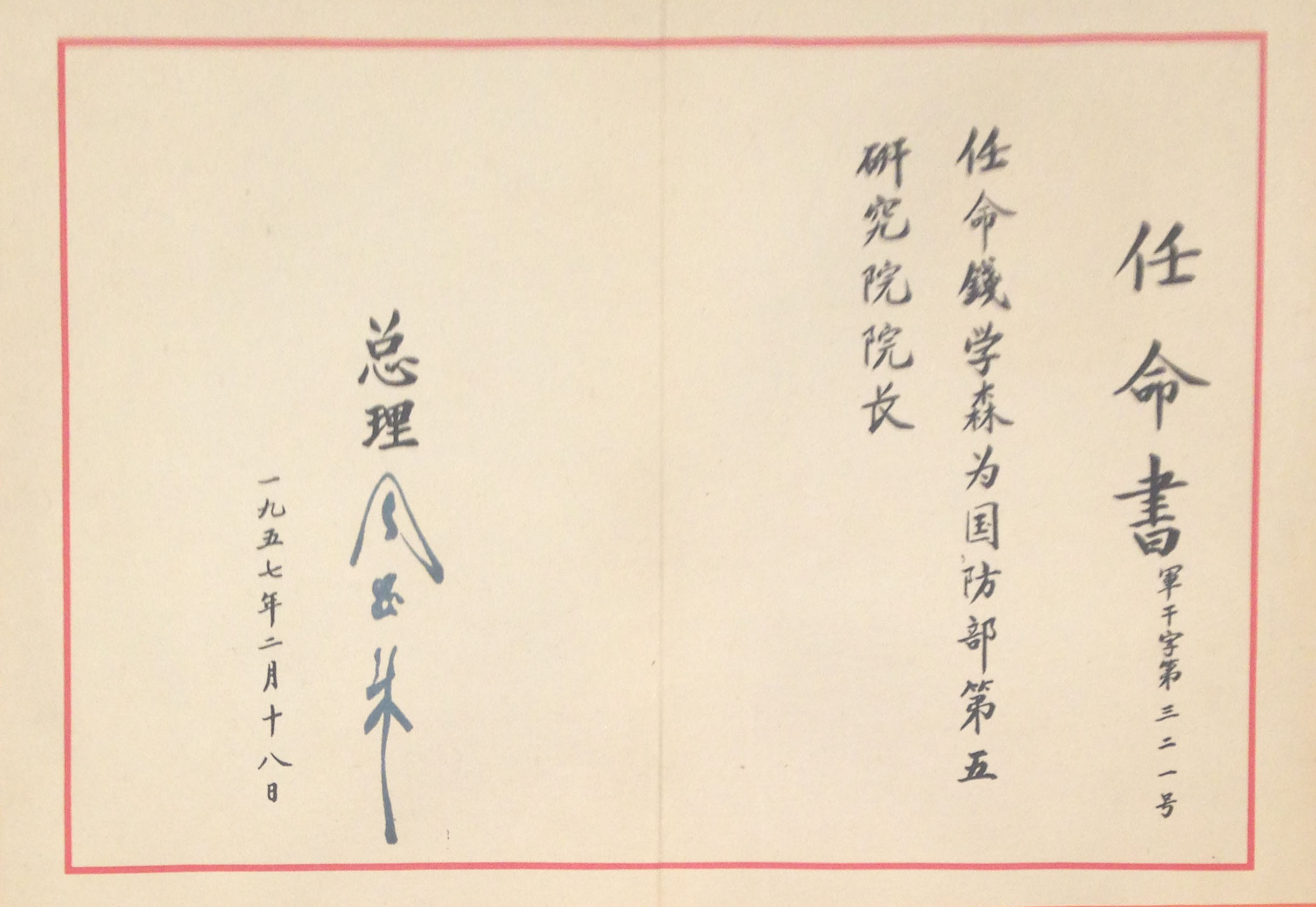
Von Zhou Enlai am 18. Februar 1957 unterzeichnete Anordnung, mit der Qian Xuesen zum Leiter des 5. Forschungsinstituts ernannt wurde.

Entsprechend den Empfehlungen von Qian Xuesen und Nie Rongzhen richtete Verteidigungsminister Peng Dehuai am 6. August 1956 an seinem Amtssitz im Drei-Ehrentore-Gebäude das sogenannte „Fünfte Büro“ (第五局) ein. Leiter des Büros wurde Zhong Fuxiang (钟夫翔, 1911–1992), bis dahin Rektor der Universität für Post- und Fernmeldewesen Peking, sein Stellvertreter und Chefingenieur wurde Qian Xuesen. Als eigentliches Forschungsinstitut für Raketen und Kernwaffen – man beabsichtigte von Anfang an, die Raketen mit nuklearen Sprengköpfen zu versehen – wurde am 8. Oktober 1956 das „5. Forschungsinstitut des Verteidigungsministeriums“ (国防部第五研究院) gegründet, das auf der Basis einer von Zhou Enlai unterzeichneten Anordnung des Staatsrats der Volksrepublik China vom 18. Februar 1957 am 1. März 1957 das Personal des Fünften Büros übernahm. Qian Xuesen wurde zum Leiter des Instituts ernannt und unterrichtete dort zunächst 100 Abiturienten und 156 Hochschulabgänger in den Grundlagen des Raketenbaus. Zhuang Fenggan (庄逢甘, 1925–2010), der am California Institute of Technology unter Frank E. Marble Luftfahrttechnik studiert hatte und Qian Xuesen aus jener Zeit kannte, unterrichtete Aerodynamik.
Von akademischer Forschung bis zum Bau einer auch unter widrigen Umständen funktionstüchtigen Rakete war jedoch noch ein weiter Weg. Am 7. September 1957 reiste eine Delegation unter der Leitung von Nie Rongzhen nach Moskau, um technologische Unterstützung durch die Sowjetunion zu erwirken. Qian Xuesen war als technischer Berater Teil der Delegation. Nach zähen Verhandlungen wurde schließlich am 15. Oktober 1957 das „Übereinkommen zwischen der Chinesischen Regierung und der Regierung der Sowjetunion über die Herstellung neuartiger Waffen und militärischer Ausrüstung sowie den Aufbau einer umfassenden Atomindustrie in China“ unterzeichnet. Darin war festgehalten, dass die Sowjetunion China zwei Musterraketen vom Typ R-2 zusammen mit der technischen Dokumentation zur Verfügung stellen würde. Außerdem sagte die Sowjetunion zu, Experten und Präzisionsmaschinen nach China zu schicken, um das Land dazu in die Lage zu versetzen, die Rakete in Lizenz herzustellen.
Am 30. Oktober 1957 fand in Peking eine Besprechung der mit Hochtechnologie befassten Führungskräfte statt, bei der darüber beraten wurde, wie die Raketenforschung in China in der neuen Situation organisiert werden sollte. Man war sich darüber einig, dass die Führungsrolle weiterhin beim 5. Forschungsinstitut des Verteidigungsministeriums liegen sollte. Am 15. November 1957 sprach Verteidigungsminister Peng Dehuai bei Zhou Enlai vor und machte ihm einen entsprechenden Vorschlag. Unterhalb der Ebene des 5. Forschungsinstituts sollten zwei Zweiginstitute (分院) eingerichtet werden: das 1. Zweiginstitut sollte sich mit Raketen befassen (Boden-Boden-Raketen, Flugabwehrraketen, Seezielflugkörper), das 2. Zweiginstitut (die heutige Akademie für Verteidigungstechnologie) mit Elektronik. Zhou Enlai nahm den Vorschlag an und ernannte am 16. November 1957 Qian Xuesen zusätzlich zu seinem Posten als Leiter des 5. Forschungsinstituts zum Leiter des 1. Zweiginstituts. Dies gilt als Gründungstag der Chinesischen Akademie für Trägerraketentechnologie.
Am 24. Dezember 1957 traf ein Raketenbataillon der Sowjetarmee mit den vereinbarten R-2-Kurzstreckenraketen in Peking ein. Ab April 1958 wurde das 5. Forschungsinstitut stark ausgebaut. So wurde zum Beispiel am 2. April 1958 auf dem Gelände der 1. Zweigakademie in Peking das „11. Institut“ gegründet, die heutige Akademie für Flüssigkeitsraketentriebwerkstechnik. Die Volksbefreiungsarmee entsandte 3000 Techniker an die Akademie, 300 Ingenieure wurden an mit Maschinenbau befasste Industriebetriebe abgestellt. Qian Weichang, Qian Lingxi, Zheng Zhemin und Hu Haichang unterrichteten Gehäusebau, Ren Xinmin unterstützte Qian Xuesen beim Raketenbau-Unterricht. Bereits seit September 1957 spezialisierten sich besonders begabte Studenten der ersten Abschlussklasse der Luftfahrtakademie Peking, darunter Qi Faren, am 5. Forschungsinstitut auf Raketenbau. Am 29. Mai 1958 legten Nie Rongzhen, Großgeneral Huang Kecheng, stellvertretender Verteidigungsminister und Generalsekretär der Zentralen Militärkommission, und Qian Xuesen den konkreten Arbeitsplan für die Entwicklung von Chinas erster Kurzstreckenrakete fest.
Am 28. Juni 1958 traf die erste Tranche der technischen Dokumentation für die R-2-Raketen in Peking ein, man begann unverzüglich mit dem Kopieren der Zeichnungen und dem Übersetzen der Texte. Weitere Lieferungen erfolgten im Laufe der zweiten Jahreshälfte 1958; insgesamt umfasste die Dokumentation 10.151 Bände. Als Stammwerk des 1. Zweiginstituts, wo die Endmontage der Raketen stattfinden sollte, wählte man eine alte Flugzeugfabrik auf dem ehemaligen Truppenübungsplatz Nanyuan im Pekinger Stadtbezirk Fengtai. Dort existierten bereits Einrichtungen zur Herstellung von aerodynamisch geformten Flugkörpern, es gab genügend Platz für spätere Erweiterungen, und die Geheimhaltung war einfach zu bewerkstelligen.
Zusätzlich wurden ab dem 15. September 1959 in den Flugzeugfabriken Shenyang und Nanchang Produktionseinrichtungen für Gehäuse und Triebwerk der Rakete aufgebaut. Allein für die Herstellung des mit Ethanol und Flüssigsauerstoff arbeitenden, pumpengeförderten Triebwerks – eine weiterentwickelte Version des deutschen A4-Raketenmotors aus dem Zweiten Weltkrieg – waren 14 Zulieferfirmen nötig. Insgesamt waren an der Herstellung der aus mehr als 3800 Einzelteilen bestehenden Rakete über 60 Fabriken mit mehr als 1400 Zulieferbetrieben beteiligt. Unter den Bedingungen des Großen Sprungs nach vorn war Material in der entsprechenden Qualität – großformatige Bleche aus Aluminiumlegierung, Bauteile aus rostfreiem Stahl, Dichtungen aus feinstem Rindsleder – nur schwer zu erhalten. Einiges konnte aus der Sowjetunion importiert werden, aber insbesondere nachdem das Coordinating Committee on Multilateral Export Controls in Paris den Export von rostfreiem Stahl nach China unterbunden hatte, wurden allein für die tragende Struktur der Rakete 40 % Ersatzmaterialien verwendet, bei den weniger kritischen Teilen waren es 80 %.
Vieles davon erwies sich als ungeeignet.
Schon seit dem 31. Juli 1958, als es bei einem geheimen Besuch Nikita Sergejewitsch Chruschtschows in Peking zu einem schweren Streit mit Mao Zedong gekommen war, war das chinesisch-sowjetische Verhältnis abgekühlt. Chruschtschow verkündete am 20. Juni 1959, dass sich die Sowjetunion von dem Technologietransfer-Übereinkommen von 1957 zurückziehen würde, angeblich weil sie mit Großbritannien und den USA über ein Atomteststoppabkommen verhandeln würde. Am 16. Juli 1960 setzte Chruschtschow die Volksrepublik China in Kenntnis, dass sämtliche sowjetischen Experten zurückberufen werden würden. Knapp einen Monat später, am 12. August 1960, verließen alle 1343 Berater das 5. Forschungsinstitut und kehrten in die Sowjetunion zurück.
Qian Xuesen war im Mai 1945 noch vor dem offiziellen Ende des Zweiten Weltkriegs mit dem Air Force Scientific Advisory Board nach Europa gereist, um sich über die deutsche Raketentechnologie zu informieren. Nach Kriegsende verhörte er dann im Rahmen der Operation Paperclip noch in Deutschland Wernher von Braun. Von daher war er mit der R-2, die eine Weiterentwicklung der V2 war, gut vertraut. Der Bau der Rakete war zu diesem Zeitpunkt bereits weit fortgeschritten und wurde vom chinesischen Personal eigenständig zu Ende gebracht. Eines der Hauptprobleme war, dass bei der von der Sowjetunion 1958 gelieferten Dokumentation die Unterlagen für die Peripheriegeräte fehlten. Es gab keine Zeichnungen für die bei der Betankung zu verwendenden Pumpen, keine Angaben zu Fördermenge und Fördergeschwindigkeit. Es gab keine Unterlagen zu den Telemetriesystemen der Rakete, und vor allem keine Unterlagen zu dem unabdingbar notwendigen Triebwerksprüfstand. Als Ren Xinmin seinerzeit die sowjetischen Experten hiernach gefragt hatte, hatte er zur Antwort erhalten, dass die Chinesen zunächst die Triebwerke bauen sollten; testen könnte man sie dann in der Sowjetunion. Nun fand die Prüfung der Triebwerke beim 11. Institut in Peking statt.
Seit dem 11. April 1958 hatte das 20. Korps, eine in die Volksbefreiungsarmee übernommene Freiwilligen-Einheit aus dem Koreakrieg, im Westen der Inneren Mongolei einen Raketenstartplatz gebaut, nach der Nummer der Einheit „Basis 20“ (第20基地), genannt, heute besser bekannt unter der Tarnbezeichnung „Kosmodrom Jiuquan“. Im Sommer 1960 wurde die Lanzhou-Xinjiang-Eisenbahn (Baubeginn 1952) bis Jiuquan für den Verkehr freigegeben. Die letzten 200 km nach Norden bis zum Startplatz musste die Rakete damals noch auf der Straße transportiert werden, aber die gesamte Fahrtzeit hatte sich dadurch auf 4 bis 5 Tage reduziert. Nachdem das Triebwerk der Rakete am 17. Oktober 1960 bei einem Test in Peking 90 Sekunden problemlos gelaufen war – im realen Einsatz brauchte es nur 85 Sekunden lang zu arbeiten – begab sich Qian Xuesen am 20. Oktober 1960 zur Basis 20, um die Vorbereitungen für den Erstflug der Rakete zu leiten. Am 23. Oktober folgte ein Sonderzug mit drei Raketen, der am 27. Oktober auf der Basis ankam.
Am 5. November 1960 um 9 Uhr morgens Ortszeit fand in Anwesenheit von Nie Rongzhen der Start der ersten ballistischen Rakete Chinas statt.  Die von einem Starttisch freistehend gestartete und per Funk gelenkte Rakete erreichte eine Flughöhe von 100 km und flog 550 km weit ins Ziel. Damals trug die Rakete nur die Bezeichnung „1059“, also – in russischem Datumsformat – „Oktober 1959“, der Zeitpunkt, als Nie Rongzhen nach dem Rückzug der Sowjetunion von dem Technologietransfer-Abkommen dem 5. Forschungsinstitut den Auftrag gegeben hatte, keine Zeit mehr mit Eigenentwicklungen zu vergeuden und sich darauf zu konzentrieren, die sowjetische R-2 zu kopieren. Erst am 12. September 1964 wurde ihr rückwirkend der Name „Ostwind 1“ bzw. „Dongfeng 1“ gegeben.

## Technische Daten

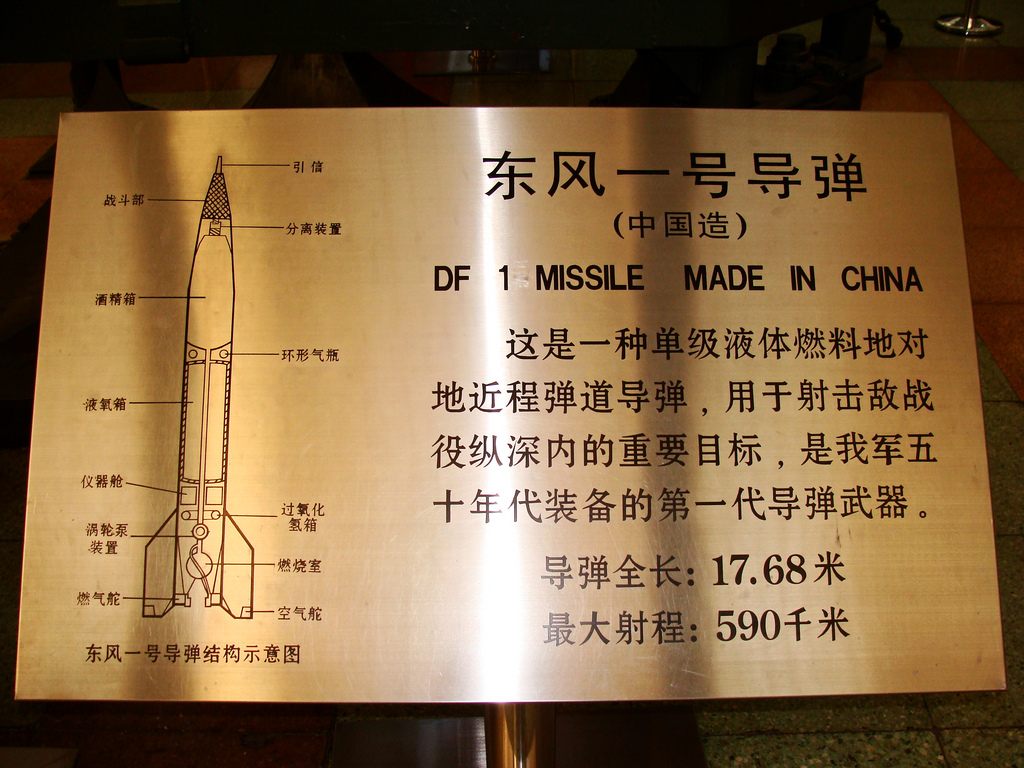
Schnittdarstellung der Dongfeng 1. Oben der Ethanol-Tank, unten der isolierte Sauerstoff-Tank, darunter Hohlräume für die Elektronik.

| System              | Dongfeng 1 / DF-1                                       |
| ------------------- | ------------------------------------------------------- |
| NATO-Code           | SS-2                                                    |
| Einführungsjahr     | 1960                                                    |
| Antrieb             | RD-101 mit 250 kN Startschub und 85 Sekunden Brenndauer |
| Treibstoff          | 10 t Ethanol und Flüssigsauerstoff                      |
| Länge               | 17,68 m                                                 |
| Durchmesser         | 1,65 m                                                  |
| Gewicht             | 20,4 t                                                  |
| Nutzlast            | 1,3 t                                                   |
| Sprengkopf          | Hochexplosivladung                                      |
| Streukreisradius    | mehrere Kilometer                                       |
| Maximale Reichweite | 590 km                                                  |

## Startliste
Die Dongfeng 1 war eine Experimentalrakete, es wurden insgesamt nur fünf Starts durchgeführt:
| Nr. | Datum             | Startplatz  | Anmerkungen                          |
| --- | ----------------- | ----------- | ------------------------------------ |
| 1   | 5. November 1960  | Jiuquan LA3 | Flugtest                             |
| 2   | 6. Dezember 1960  | Jiuquan LA3 | Sprengkopftest                       |
| 3   | 16. Dezember 1960 | Jiuquan LA3 | Telemetrietest                       |
| 4   | 25. Oktober 1963  | Jiuquan LA3 | Prüfung des Artilleriebataillons 802 |
| 5   | 3. November 1963  | Jiuquan LA3 | Telemetrietest                       |